# Heinrich Löhe
Heinrich Löhe (* 26. August 1877 in Ahaus, Westfalen; † 9. Mai 1961 in Berlin) war ein deutscher Dermatologe und Hochschullehrer.

## Werdegang
Löhe kam als Sohn des Regierungs- und Schulrates Karl Löhe und der Christine Löhe, geb. Trimborn, zur Welt. Die Reifeprüfung legte er am Friedrich-Wilhelm-Gymnasium in Köln ab, studierte von 1897 bis 1901 Medizin an der Kaiser-Wilhelm-Akademie für das militärärztliche Bildungswesen und war zunächst als Militärarzt tätig. 1903 promovierte er in Bonn, ging dann wieder nach Berlin, arbeitete von 1905 bis 1909 bei Edmund Lesser an der Universitäts-Hautpoliklinik und von 1910 bis 1912 bei Johannes Orth am Pathologischen Institut der Universität. Als Assistent Lessers kehrte er 1912 an die Hautklinik zurück. Nach Habilitation für Dermatologie 1915 an der Universität Berlin und Teilnahme am Ersten Weltkrieg wurde er 1918 zum außerordentlichen Professor berufen. Im Jahr darauf folgte unter Georg Arndt (1874–1929) die Ernennung zum Oberarzt der Universitäts-Hautklinik. Von 1925 an war er dirigierender Arzt und später Direktor der Dermatologischen Abteilung des Rudolf-Virchow-Krankenhauses.
Als Generalarzt und Beratender Dermatologe beim Heeres-Sanitätsinspekteur gehörte er ab August 1942 dem Wissenschaftlichen Senat des Heeressanitätswesens an. Nach Ende des Zweiten Weltkriegs wurde er 1945 zum ordentlichen Professor für Dermatologie und zum Direktor der Universitäts-Hautklinik der Charité bestellt. Er wurde 1951 emeritiert. Im Jahr 1956 wurde er zum Mitglied der Leopoldina gewählt.
Schwerpunkt seiner wissenschaftlichen Tätigkeit waren experimentelle Arbeiten über Syphilis, klinisch-histologische Arbeiten über das Knochensystem bei kongenitaler Syphilis und Studien zur Klinik und Therapie des Krebses und der Lepra.
Von 1946 an war er Herausgeber der Dermatologischen Wochenschrift.
Heinrich Löhe war verheiratet mit Emma Minna Löhe geb. Orth, der Adoptivtochter von Johannes Orth. Sie hatten die drei gemeinsamen Kinder Hans Karl Rolf Löhe (1910–1987), Karl Löhe (1914–1942) und Annelise Löhe (1918–2009). Heinrich Löhe ist auf dem Friedhof Grunewald im Familien-Ehrengrab mit Johannes Orth begraben.

## Ehrungen
Löhe war Ehrenmitglied in mehreren in- und ausländischen wissenschaftlichen Gesellschaften. 1952 wurde er mit dem Großen Verdienstkreuz der Bundesrepublik Deutschland ausgezeichnet.